# Список сезонів ФК «Чорноморець» (Одеса)
Основну інформацію про футбольний клуб «Чорноморець» з міста Одеси див. у статті Чорноморець (Одеса)
Цей список присвячено опису усіх сезонів, зіграних футбольним клубом «Чорноморець» з міста Одеси, починаючи з 1936 року, коли клуб під тодішньою назвою «Динамо» взяв участь у Чемпіонаті СРСР.

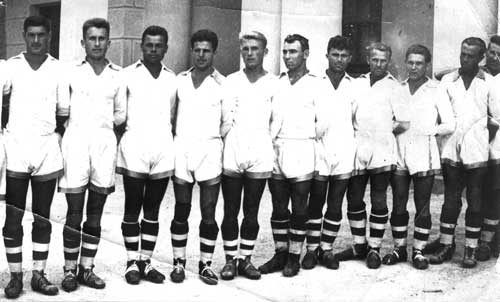
«Чорноморець» на початку весняного сезону 1936 року, за результатами якого команда зайняла третє місце у турнірній таблиці

За усю історію футбольного клубу він декілька разів змінював назви: з 1936 року до 1939 року — «Динамо», у 1940 році — «Харчовик», 1941 році — «Спартак», з 1944 року знову — «Харчовик» до розпуску у 1950 році; у 1953 році команду було відновлено під назвою — «Металург», а з 1955 року втретє було змінено назву на — «Харчовик». З 1958 року і до сьогодні клуб носить назву «Чорноморець». Клуб брав участь у 53-х чемпіонатах СРСР з 55-ти, де у вищому дивізіоні — відіграв 26 сезонів, 24 сезони у другому за силою дивізіоні та 3 у третьому дивізіоні, а також у 45 розіграшах кубку СРСР. «Чорноморець» один зі учасників першого чемпіонату України, де виступає дотепер. В українські першості одеський клуб узяв участь 23 рази, 19 з яких у вищому дивізіоні, а чотири у першій лізі. Найбільшим досягненням команди за історію стало подвійне здобуття титулу срібного призеру української вищої ліги у 1995 та 1996 роках, а також здобуття третього місця у вищій радянській лізі сезону 1974 року. Також команда неодноразово здобувала кубок України, зокрема стала першим його володарем у 1992 році та вдруге його виграла у 1994 році. У розіграші кубку СРСР найбільше досягнення клубу це вихід до півфіналу турніру у 1966 році. Також клуб здобув у 1990 році Кубок Федерації футболу СРСР, ставши його останнім володарем.
Нині «Чорноморець» виступає у Прем'єр-лізі, вищому дивізіоні чемпіонату України. Останній раз клуб покинув вищий дивізіон у сезоні 2009–2010 років і провівши у першій лізі всього один рік, повернувся в елітний дивізіон. Усього клуб жодного разу не опускався нижче другого дивізіону. «Чорноморець» також виступає у єврокубкових турнірах з того часу, як у 1975 році взяв участь у розіграші Кубку УЄФА. Домашній стадіон — Центральний стадіон «Чорноморець», вперше відкритий 18 травня 1936 року.
У цьому списку представлені також свідчення про всі досягнення клубу у крупних футбольних турнірах, а також про головних та старших тренерів, капітанів команди та найкращих бомбардирів основної команди у кожному сезоні.

## Історія
Офіційною датою народження команди «Чорноморець» вважається 26 березня 1936 року. Тоді у Радянському Союзі було ухвалено рішення про проведення чемпіонату країни з футболу. Честь представляти Одесу випала на долю однієї з міських команд, «Динамо». Ця дата вважається клубом офіційною, бо є документальні підтвердження реєстрації клубу за наказом про створення «показової футбольної команди» «Динамо». І хоча клуб з назвою «Чорноморець» був створений значно пізніше, його вважають прямим нащадком «Динамо», оскільки основний склад перетікав із команди до команди, що закривались і реорганізовувались відповідно до розпоряджень комітетів різних рівнів. Команда існувала з 1923 року і спочатку мала назву «Спарта». Вона виступала в чемпіонаті міста Одеси у другому ешелоні й особливою майстерністю не відзначалася. Проте з 1928 року «Динамо» заграло на рівні з найкращими колективами міста. У сезоні 1933 року команда стала чемпіоном Одеси. Перший офіційний матч чемпіонату «Динамо» зіграло 24 травня 1936 року на полі стадіону імені Станіслава Косіора проти «Спартака» з Харкова та поступилося з рахунком 0:1. У першому своєму сезоні в історії клуб здобув бронзові медалі групи «В», третього за силою дивізіону чемпіонату СРСР. А вже у сезоні 1937 року клуб зайняв перше місце у лізі й підвищився у клусі. Однак, через скорочення чемпіонату одеське «Динамо» опинилося в елітному, вищому дивізіоні чемпіонату, групі «А». У 1941 році через початок Німецько-радянської війни чемпіонат країни було перервано, а недограний сезон вважається неофіційним. Після закінчення бойових дій чемпіонат поновився, однак вже через декілька років, після сезону 1950 року команда припинила діяльність у всесоюзній першості. Клуб поновив свою діяльність лише через два роки, щоправда підвищитися у класі команда змогла лише через десять років, у сезоні 1962 року. У наступні роки «Чорноморець» здобув найбільші досягнення за радянський період: у 1966 році клуб став півфіналістом кубку СРСР, а у 1974 році — бронзовий призером чемпіонату. Останній здобуток дозволив команді дебютувати в єврокубках, а саме у розіграші Кубку УЄФА.
Після розпаду Радянського Союзу у 1991 році «Чорноморець» опинився у вищому дивізіоні українського чемпіонату. Саме кінець 1980-х — перша половина 1990-х вважається розквітом команди. Саме у ті часи клуб здобув найбільше кількість своїх найсерйозніших призів. Тоді ж команда здобула своє найбільше досягнення у міжнародних турнірах — двічі дійшла до 1/16 фіналі Кубку УЄФА та один раз дійшла до 1/16 фіналі Кубку володарів кубків УЄФА.

## Список сезонів

### Умовні позначення
- Сезон — сезон футбольного клубу.
- Чемпіонат СРСР, або Чемпіонат України — стовпчики, де позначаються виступи клубу виключно у чемпіонаті СРСР з футболу або чемпіонаті України з футболу відповідно.
- Кубок СРСР, або Кубок України — стовпчики, де позначаються виступи клубу виключно у кубку СРСР з футболу або кубку України з футболу відповідно.
- Єврокубки — стовпчик, де позначаються виступи клубу у таких змаганнях як Кубок УЄФА (або Ліга Європи), Кубок Кубків УЄФА чи Кубок Інтертото.
- Всього — стовпчик, де позначаються виступи у всіх змаганнях, зокрема, чемпіонаті, національному кубку, єврокубках, а також кубку Федерації футболу СРСР та Суперкубку України з футболу
- Тренер — головний або старший тренер основної команди клубу у сезоні.[A 1]
- Капітан — футболіст, що провів із капітанською командою найбільше матчів за сезон.[A 2]
- Бомбардир — футболіст, що забив найбільше голів за сезон.[A 3]
- Виноски — стовпчик, де позначаються пояснення до того чи іншого рядка.
- Примітки — стовпчик, де позначаються джерела до відповідного рядка.

| Переможець або володар кубку | Друге місце або фіналіст кубку | Третє місце або півфіналіст кубку | Підвищення у класі | Пониження у класі |

### СРСР
| СезонЛапідус                                                                       | Чемпіонат СРСР     | Чемпіонат СРСР | Чемпіонат СРСР | Чемпіонат СРСР | Чемпіонат СРСР | Чемпіонат СРСР | Чемпіонат СРСР | Кубок СРСР  | Кубок СРСР | Кубок СРСР | Кубок СРСР | Кубок СРСР | Єврокубки | Єврокубки | Єврокубки | Єврокубки | Єврокубки | Всього | Всього | Всього | Всього | Всього | Всього | Тренер               | Капітан[3]                             | Бомбардир            | Бомбардир | Виноски            | Примітки           |  |
| СезонЛапідус                                                                       | Ліга               | Місце          | М              | В              | Н              | П              | О              | Етап        | М          | В          | Н          | П          | Назва     | М         | В         | Н         | П         | М      | В      | Н      | П      | МЗ     | МП     | Тренер               | Капітан[3]                             | Ім'я                 | Голи      | Виноски            | Примітки           |  |
| ---------------------------------------------------------------------------------- | ------------------ | -------------- | -------------- | -------------- | -------------- | -------------- | -------------- | ----------- | ---------- | ---------- | ---------- | ---------- | --------- | --------- | --------- | --------- | --------- | ------ | ------ | ------ | ------ | ------ | ------ | -------------------- | -------------------------------------- | -------------------- | --------- | ------------------ | ------------------ |  |
| 1936в                                                                              | Група «В»          | 3/8            | 7              | 3              | 2              | 2              | 15             | —           | —          | —          | —          | —          | —         | —         | —         | —         | —         | 7      | 3      | 2      | 2      | 15     | 19     | Герман Бланк         | ?                                      | Леонід Орєхов        | 8         | [A 4][A 5][A 6]    | [4][1][2]          |  |
| 1936о                                                                              | Група «В»          | 4/8            | 7              | 3              | 1              | 3              | 14             | 1/8         | 4          | 2          | 1          | 1          | —         | —         | —         | —         | —         | 11     | 5      | 2      | 4      | 21     | 14     | Герман Бланк         | Михайло Хейсон (1)                     | Леонід Орєхов        | 6         | [A 4][A 5][A 7]    | [4][5][6][2]       |  |
| 1937                                                                               | Група «В»          | 1/10           | 9              | 7              | 0              | 2              | 23             | 1/4         | 5          | 4          | 0          | 1          | —         | —         | —         | —         | —         | 14     | 11     | 0      | 3      | 41     | 15     | Герман Бланк         | Михайло Хейсон (14)                    | Леонід Орєхов        | 14[A 8]   | [A 4]              | [7][8]             |  |
| 1938                                                                               | Група «А»          | 10/26          | 25             | 9              | 11             | 5              | 29             | 1/4         | 5          | 3          | 1          | 1          | —         | —         | —         | —         | —         | 30     | 12     | 12     | 6      | 49     | 43     | Герман Бланк         | Володимир Токар (2)                    | Леонід Орехов        | 14        | [A 9][A 10]        | [9][10][11]        |  |
| 1939                                                                               | Група «А»          | 14/14          | 26             | 7              | 2              | 17             | 16             | 1/32        | 1          | 0          | 0          | 1          | —         | —         | —         | —         | —         | 27     | 7      | 2      | 18     | 26     | 69     | Ілля Лапідус         | ?                                      | Володимир Онищенко   | 9         | [A 9][A 11]        | [12][13]           |  |
| 1940                                                                               | Група «Б»          | 5/14           | 26             | 12             | 4              | 10             | 28             | —           | —          | —          | —          | —          | —         | —         | —         | —         | —         | 26     | 12     | 4      | 10     | 49     | 40     | Володимир Козирський | ?                                      | Іван Борисевич       | 15        | [A 9]              | [14][15]           |  |
| 1941                                                                               | Група «А»          | 10/15          | 10             | 3              | 2              | 5              | 8              | —           | —          | —          | —          | —          | —         | —         | —         | —         | —         | 10     | 3      | 2      | 5      | 16     | 22     | Юрій Ходотов         | ?                                      | Петро Щербаков       | 6         | [A 9][A 12]        | [16][17]           |  |
| Під час Другої світової війни з 1941 по 1945 рік футбольні змагання не проводилися |                    |                |                |                |                |                |                |             |            |            |            |            |           |           |           |           |           |        |        |        |        |        |        |                      |                                        |                      |           |                    |                    |  |
| 1945                                                                               | Друга група        | 7/18           | 17             | 9              | 1              | 7              | 19             | 1/16        | 1          | 0          | 0          | 1          | —         | —         | —         | —         | —         | 18     | 9      | 1      | 8      | 26     | 24     | Акім Фомін           | ?                                      | Петро Ступаков       | 4         |                    | [18][19]           |  |
| 1946                                                                               | Друга група        | 4/13           | 24             | 12             | 6              | 6              | 30             | —           | —          | —          | —          | —          | —         | —         | —         | —         | —         | 24     | 12     | 6      | 6      | 43     | 28     | Костянтин Щегоцький  | ?                                      | Реваз Махарадзе      | 4         | [A 13]             | [20]               |  |
| 1947                                                                               | Друга група        | 3/13           | 24             | 14             | 5              | 5              | 33             | Зона 1/8    | 2          | 0          | 1          | 1          | —         | —         | —         | —         | —         | 26     | 14     | 6      | 6      | 47     | 25     | Акім Фомін           | ?                                      | Матвій Черкаський    | 13        | [A 14][A 15]       | [21][22]           |  |
| 1948                                                                               | Друга група        | 5/8            | 14             | 5              | 5              | 4              | 15             | —           | —          | —          | —          | —          | —         | —         | —         | —         | —         | 14     | 5      | 5      | 4      | 19     | 18     | Акім Фомін           | ?                                      | ?                    | ?         | [A 16]             | [23]               |  |
| 1949                                                                               | Друга група        | 1/18           | 34             | 23             | 4              | 7              | 50             | Зона. Фінал | 3          | 2          | 0          | 1          | —         | —         | —         | —         | —         | 45     | 27     | 7      | 11     | 92     | 43     | Акім Фомін           | ?                                      | Євген Кудименко      | 23        | [A 14]             | [24][25]           |  |
| 1949                                                                               | Фінал              | 1-3/7          | 6              | 2              | 3              | 1              | 7              | Зона. Фінал | 3          | 2          | 0          | 1          | —         | —         | —         | —         | —         | 45     | 27     | 7      | 11     | 92     | 43     | Акім Фомін           | ?                                      | Євген Кудименко      | 23        | [A 14]             | [24][25]           |  |
| 1949                                                                               | Додатковий фінал   | 3/3            | 2              | 0              | 0              | 2              | 0              | Зона. Фінал | 3          | 2          | 0          | 1          | —         | —         | —         | —         | —         | 45     | 27     | 7      | 11     | 92     | 43     | Акім Фомін           | ?                                      | Євген Кудименко      | 23        | [A 14]             | [24][25]           |  |
| 1950                                                                               | Клас «Б»           | 8/14           | 26             | 8              | 10             | 8              | 26             | 1/32        | 3          | 1          | 1          | 1          | —         | —         | —         | —         | —         | 31     | 9      | 12     | 10     | 37     | 37     | Микола Хіжников      | ?                                      | Іван Рязанцев        | 10        | [A 17]             | [26][27]           |  |
| 1950                                                                               | Перехідні матчі    | 2/2            | 2              | 0              | 1              | 1              | 1              | 1/32        | 3          | 1          | 1          | 1          | —         | —         | —         | —         | —         | 31     | 9      | 12     | 10     | 37     | 37     | Микола Хіжников      | ?                                      | Іван Рязанцев        | 10        | [A 17]             | [26][27]           |  |
| З 1951 року по 1952 рік клуб не брав участі у всесоюзних змаганнях                 |                    |                |                |                |                |                |                |             |            |            |            |            |           |           |           |           |           |        |        |        |        |        |        |                      |                                        |                      |           |                    |                    |  |
| 1953                                                                               | Клас «Б»           | 3/10           | 17             | 6              | 8              | 3              | 20             | 1/16        | 1          | 0          | 0          | 1          | —         | —         | —         | —         | —         | 25     | 8      | 10     | 4      | 26     | 18     | Олексій Костилєв     | ?                                      | Яків Альтерович      | 7         | [A 18][A 19]       | [28][29]           |  |
| 1953                                                                               | Фінал за 7-9 місця | 7              | 2              | 2              | 0              | 0              | 4              | 1/16        | 1          | 0          | 0          | 1          | —         | —         | —         | —         | —         | 25     | 8      | 10     | 4      | 26     | 18     | Олексій Костилєв     | ?                                      | Яків Альтерович      | 7         | [A 18][A 19]       | [28][29]           |  |
| 1954                                                                               | Клас «Б»           | 6/12           | 22             | 8              | 4              | 10             | 20             | 1/32        | 1          | 0          | 0          | 1          | —         | —         | —         | —         | —         | 23     | 8      | 4      | 11     | 37     | 44     | Олексій Костилєв     | ?                                      | Євген Горбунов       | 12        | [A 20]             | [30][31]           |  |
| 1955                                                                               | Клас «Б»           | 12/16          | 30             | 11             | 5              | 14             | 27             | 1/32        | 3          | 2          | 0          | 1          | —         | —         | —         | —         | —         | 33     | 13     | 5      | 15     | 39     | 47     | Гайк Андріасян       | ?                                      | Євген Горбунов       | 13        | [A 21][A 22]       | [32][33]           |  |
| 1956                                                                               | Клас «Б»           | 15/18          | 34             | 8              | 10             | 16             | 26             | —           | —          | —          | —          | —          | —         | —         | —         | —         | —         | 36     | 9      | 11     | 16     | 43     | 59     | Петро Ступаков       | ?                                      | Віктор Меркулов      | 9         | [A 21][A 23]       | [34]               |  |
| 1956                                                                               | Перехідні матчі    | 1/2            | 2              | 1              | 1              | 0              | 3              | —           | —          | —          | —          | —          | —         | —         | —         | —         | —         | 36     | 9      | 11     | 16     | 43     | 59     | Петро Ступаков       | ?                                      | Віктор Меркулов      | 9         | [A 21][A 23]       | [34]               |  |
| 1957                                                                               | Клас «Б»           | 5/18           | 34             | 16             | 7              | 11             | 39             | 1/32        | 1          | 0          | 0          | 1          | —         | —         | —         | —         | —         | 35     | 16     | 7      | 12     | 65     | 50     | Петро Ступаков       | ?                                      | Костянтин Фурс       | 18        | [A 24]             | [35][36]           |  |
| 1958                                                                               | Клас «Б»           | 12/16          | 30             | 9              | 8              | 13             | 26             | Зона 1/4    | 2          | 1          | 0          | 1          | —         | —         | —         | —         | —         | 34     | 11     | 10     | 9      | 41     | 47     | Борис Галинський     | Володимир Щегольков (1)                | Костянтин Фурс       | 10        | [A 25][A 26][A 27] | [37][38]           |  |
| 1958                                                                               | Перехідні матчі    | 1/2            | 2              | 1              | 1              | 0              | 3              | Зона 1/4    | 2          | 1          | 0          | 1          | —         | —         | —         | —         | —         | 34     | 11     | 10     | 9      | 41     | 47     | Борис Галинський     | Володимир Щегольков (1)                | Костянтин Фурс       | 10        | [A 25][A 26][A 27] | [37][38]           |  |
| 1959                                                                               | Клас «Б»           | 4/15           | 28             | 15             | 4              | 9              | 34             | Зона 1/4    | 1          | 0          | 0          | 1          | —         | —         | —         | —         | —         | 29     | 15     | 4      | 10     | 41     | 27     | Анатолій Зубрицький  | ?                                      | Костянтин Фурс       | 12        | [A 28][A 29]       | [39][40]           |  |
| 1960                                                                               | Клас «Б»           | 4/17           | 32             | 19             | 4              | 9              | 42             | —           | —          | —          | —          | —          | —         | —         | —         | —         | —         | 34     | 21     | 5      | 9      | 69     | 32     | Анатолій Зубрицький  | Микола Голяков (9) Юрій Заболотний (9) | Анатолій Двоєнков    | 25        | [A 30][A 31]       | [41]               |  |
| 1960                                                                               | Перехідні матчі    | 1/2            | 2              | 2              | 0              | 0              | 4              | —           | —          | —          | —          | —          | —         | —         | —         | —         | —         | 34     | 21     | 5      | 9      | 69     | 32     | Анатолій Зубрицький  | Микола Голяков (9) Юрій Заболотний (9) | Анатолій Двоєнков    | 25        | [A 30][A 31]       | [41]               |  |
| 1961                                                                               | Клас «Б»           | 1/18           | 34             | 26             | 5              | 3              | 57             | 1/32        | 3          | 2          | 0          | 1          | —         | —         | —         | —         | —         | 39     | 29     | 6      | 3      | 75     | 29     | Анатолій Зубрицький  | Володимир Дерябін (2)                  | Костянтин Фурс       | 18        | [A 30][A 32]       | [42][43]           |  |
| 1961                                                                               | Фінал              | 1/2            | 2              | 1              | 1              | 0              | 3              | 1/32        | 3          | 2          | 0          | 1          | —         | —         | —         | —         | —         | 39     | 29     | 6      | 3      | 75     | 29     | Анатолій Зубрицький  | Володимир Дерябін (2)                  | Костянтин Фурс       | 18        | [A 30][A 32]       | [42][43]           |  |
| 1962                                                                               | Клас «Б»           | 1/13           | 24             | 13             | 8              | 3              | 34             | 1/16        | 5          | 4          | 0          | 1          | —         | —         | —         | —         | —         | 41     | 21     | 11     | 9      | 62     | 34     | Анатолій Зубрицький  | Юрій Заболотний (1)                    | Анатолій Колдаков    | 15        | [A 30][A 33]       | [44][45]           |  |
| 1962                                                                               | Фінал за 1-6 місця | 2/6            | 10             | 4              | 3              | 3              | 11             | 1/16        | 5          | 4          | 0          | 1          | —         | —         | —         | —         | —         | 41     | 21     | 11     | 9      | 62     | 34     | Анатолій Зубрицький  | Юрій Заболотний (1)                    | Анатолій Колдаков    | 15        | [A 30][A 33]       | [44][45]           |  |
| 1962                                                                               | Перехідні матчі    | 2/2            | 2              | 0              | 0              | 2              | 0              | 1/16        | 5          | 4          | 0          | 1          | —         | —         | —         | —         | —         | 41     | 21     | 11     | 9      | 62     | 34     | Анатолій Зубрицький  | Юрій Заболотний (1)                    | Анатолій Колдаков    | 15        | [A 30][A 33]       | [44][45]           |  |
| 1963                                                                               | Клас «А»           | 6/18           | 34             | 13             | 13             | 8              | 39             | 1/32        | 1          | 0          | 0          | 1          | —         | —         | —         | —         | —         | 35     | 13     | 13     | 9      | 40     | 33     | Всеволод Бобров      | Анатолій Колдаков (1)                  | Анатолій Колдаков    | 9         | [A 18][A 34]       | [46][47]           |  |
| 1964                                                                               | Клас «А»           | 4/27           | 38             | 19             | 10             | 9              | 48             | 1/16        | 3          | 2          | 0          | 1          | —         | —         | —         | —         | —         | 41     | 21     | 10     | 10     | 55     | 36     | Юрій Войнов          | ?                                      | Василь Москаленко    | 20        | [A 35][A 36]       | [48][49]           |  |
| 1965                                                                               | Клас «А»           | 14/17          | 32             | 9              | 8              | 15             | 26             | 1/16        | 1          | 0          | 0          | 1          | —         | —         | —         | —         | —         | 33     | 9      | 8      | 16     | 35     | 45     | Юрій Войнов          | Юрій Заболотний (17)                   | Валерій Лобановський | 10        | [A 37][A 38]       | [50][51]           |  |
| 1966                                                                               | Клас «А»           | 14/19          | 36             | 10             | 13             | 13             | 33             | Півфінал    | 4          | 3          | 0          | 1          | —         | —         | —         | —         | —         | 40     | 13     | 13     | 14     | 36     | 41     | Юрій Войнов          | Валерій Лобановський (18)              | Валерій Лобановський | 10        | [A 37][A 39][A 40] | [52][53]           |  |
| 1967                                                                               | Клас «А»           | 18/19          | 39             | 8              | 11             | 17             | 27             | 1/4         | 4          | 2          | 1          | 1          | —         | —         | —         | —         | —         | 43     | 10     | 12     | 18     | 31     | 51     | Микола Морозов       | ?                                      | Іштван Секеч         | 6         | [A 37][A 41][A 42] | [54][55]           |  |
| 1968                                                                               | Клас «А»           | 8/20           | 38             | 11             | 16             | 11             | 38             | 1/16        | 1          | 0          | 0          | 1          | —         | —         | —         | —         | —         | 39     | 11     | 16     | 12     | 47     | 52     | Сергій Шапошников    | Василь Москаленко (2)                  | Іштван Секеч         | 8         | [A 37][A 43]       | [56][57]           |  |
| 1969                                                                               | Клас «А»           | 8/20           | 32             | 10             | 10             | 12             | 30             | 1/8         | 2          | 1          | 0          | 1          | —         | —         | —         | —         | —         | 34     | 11     | 10     | 13     | 28     | 34     | Сергій Шапошников    | Василь Москаленко (3)                  | Віктор Прокопенко    | 7         | [A 37][A 44]       | [58][59]           |  |
| 1970                                                                               | Клас «А»           | 15/17          | 32             | 8              | 10             | 14             | 26             | 1/4         | 5          | 1          | 3          | 1          | —         | —         | —         | —         | —         | 37     | 9      | 13     | 15     | 23     | 43     | Сергій Шапошников    | Стефан Решко (3)                       | Валерій Поркуян      | 10        | [A 45][A 46][A 47] | [60][61]           |  |
| 1971                                                                               | Перша ліга         | 3/24           | 42             | 21             | 11             | 10             | 53             | 1/16        | 2          | 0          | 1          | 1          | —         | —         | —         | —         | —         | 44     | 21     | 12     | 11     | 58     | 36     | Анатолій Зубрицький  | Віктор Маслов (4)                      | Анатолій Шепель      | 10        | [A 48][A 49]       | [62][63]           |  |
| 1972                                                                               | Перша ліга         | 3/20           | 38             | 20             | 8              | 10             | 48             | 1/8         | 4          | 2          | 1          | 1          | —         | —         | —         | —         | —         | 42     | 22     | 9      | 11     | 73     | 42     | Анатолій Зубрицький  | Віктор Зубков (1)                      | Анатолій Шепель      | 21        | [A 50]             | [64][65][66]       |  |
| 1973                                                                               | Перша ліга         | 1/20           | 38             | 24             | 6              | 8              | 52             | 1/4         | 6          | 3          | 1          | 2          | —         | —         | —         | —         | —         | 44     | 27     | 7      | 10     | 94     | 47     | Ахмед Аласкаров      | Володимир Нечаєв (4)                   | Анатолій Шепель      | 47[A 51]  | [A 52][A 53]       | [67][68][69]       |  |
| 1974                                                                               | Вища ліга          | 3/16           | 30             | 12             | 11             | 7              | 35             | 1/8         | 4          | 1          | 1          | 2          | —         | —         | —         | —         | —         | 34     | 13     | 12     | 9      | 39     | 35     | Ахмед Аласкаров      | Володимир Нечаєв (7)                   | Володимир Макаров    | 13        | [A 54]             | [70][71]           |  |
| 1975                                                                               | Вища ліга          | 12/16          | 30             | 8              | 10             | 12             | 26             | 1/16        | 1          | 0          | 0          | 1          | КУ 1/32   | 2         | 1         | 0         | 1         | 33     | 9      | 10     | 14     | 29     | 40     | Ахмед Аласкаров      | Володимир Нечаєв (15)                  | Микола Михайлов      | 5         | [A 55]             | [72][73][74]       |  |
| 1976в                                                                              | Вища ліга          | 10/16          | 15             | 4              | 7              | 4              | 15             | —           | —          | —          | —          | —          | —         | —         | —         | —         | —         | 15     | 4      | 7      | 4      | 14     | 18     | Ахмед Аласкаров      | ?                                      | Олександр Погорєлов  | 5         |                    | [75]               |  |
| 1976о                                                                              | Вища ліга          | 9/16           | 15             | 7              | 1              | 7              | 15             | 1/8         | 2          | 1          | 0          | 1          | —         | —         | —         | —         | —         | 17     | 8      | 1      | 8      | 17     | 23     | Ахмед Аласкаров      | Володимир Нечаєв (1)                   | Олександр Погорєлов  | 6         | [A 56]             | [76][77]           |  |
| 1977                                                                               | Вища ліга          | 7/16           | 30             | 11             | 8              | 11             | 30             | 1/16        | 1          | 0          | 0          | 1          | —         | —         | —         | —         | —         | 31     | 11     | 8      | 12     | 33     | 43     | Анатолій Зубрицький  | В'ячеслав Лещук (22)                   | Віталій Шевченко     | 6         | [A 57][A 58]       | [78][79]           |  |
| 1978                                                                               | Вища ліга          | 7/16           | 30             | 12             | 10             | 8              | 32             | 1/8         | 4          | 2          | 0          | 2          | —         | —         | —         | —         | —         | 34     | 14     | 10     | 10     | 49     | 36     | Анатолій Зубрицький  | В'ячеслав Лещук (23)                   | Володимир Плоскіна   | 9         | [A 59]             | [80][81]           |  |
| 1979                                                                               | Вища ліга          | 11/18          | 34             | 10             | 11             | 13             | 28             | 7 зона      | 5          | 3          | 2          | 0          | —         | —         | —         | —         | —         | 39     | 13     | 13     | 13     | 37     | 39     | Віктор Зубков        | В'ячеслав Лещук (15)                   | Віталій Шевченко     | 8         | [A 60][A 61]       | [82][83]           |  |
| 1980                                                                               | Вища ліга          | 7/18           | 34             | 13             | 9              | 12             | 35             | 2 зона      | 5          | 1          | 3          | 1          | —         | —         | —         | —         | —         | 39     | 14     | 12     | 13     | 42     | 43     | Мкртич Симонян       | В'ячеслав Лещук (19)                   | Юрій Горячьов        | 15        | [A 62]             | [84][85]           |  |
| 1981                                                                               | Вища ліга          | 11/18          | 34             | 11             | 9              | 14             | 31             | 1/4         | 7          | 5          | 0          | 2          | —         | —         | —         | —         | —         | 41     | 16     | 9      | 16     | 50     | 54     | Мкртич Симонян       | В'ячеслав Лещук (15)                   | Іван Шарій           | 11        | [A 63]             | [86][87]           |  |
| 1982                                                                               | Вища ліга          | 10/18          | 34             | 11             | 11             | 12             | 32             | 2 зона      | 5          | 2          | 1          | 2          | —         | —         | —         | —         | —         | 39     | 13     | 12     | 14     | 35     | 40     | Віктор Прокопенко    | Володимир Плоскіна (1)                 | Володимир Поконін    | 6         | [A 64][A 65]       | [88][89]           |  |
| 1983                                                                               | Вища ліга          | 8/18           | 34             | 16             | 5              | 13             | 37             | 1/8         | 2          | 1          | 0          | 1          | —         | —         | —         | —         | —         | 36     | 17     | 5      | 14     | 45     | 48     | Віктор Прокопенко    | В'ячеслав Лещук (2)                    | Володимир Фінк       | 16        | [A 66]             | [90][91]           |  |
| 1984                                                                               | Вища ліга          | 4/18           | 34             | 16             | 9              | 9              | 41             | 1/4         | 3          | 2          | 0          | 1          | —         | —         | —         | —         | —         | 39     | 19     | 9      | 11     | 58     | 45     | Віктор Прокопенко    | Володимир Плоскіна (5)                 | Ігор Бєланов         | 14        | [A 67]             | [92][93][94]       |  |
| 1984                                                                               | Вища ліга          | 4/18           | 34             | 16             | 9              | 9              | 41             | 1/8         | 2          | 1          | 0          | 1          | —         | —         | —         | —         | —         | 39     | 19     | 9      | 11     | 58     | 45     | Віктор Прокопенко    | Володимир Плоскіна (5)                 | Ігор Бєланов         | 14        | [A 67]             | [92][93][94]       |  |
| 1985                                                                               | Вища ліга          | 15/18          | 34             | 11             | 7              | 16             | 29             | 1/4         | 3          | 2          | 0          | 1          | КУ 1/16   | 4         | 1         | 1         | 2         | 47     | 17     | 11     | 19     | 62     | 77     | Віктор Прокопенко    | Володимир Плоскіна (40)                | Віктор Пасулько      | 13        | [A 68]             | [95][96][74]       |  |
| 1985                                                                               | Перехідні матчі    | 1/4            | 6              | 3              | 3              | 0              | 9              | 1/4         | 3          | 2          | 0          | 1          | КУ 1/16   | 4         | 1         | 1         | 2         | 47     | 17     | 11     | 19     | 62     | 77     | Віктор Прокопенко    | Володимир Плоскіна (40)                | Віктор Пасулько      | 13        | [A 68]             | [95][96][74]       |  |
| 1986                                                                               | Вища ліга          | 15/16          | 30             | 8              | 7              | 15             | 23             | 1/16        | 1          | 0          | 0          | 1          | —         | —         | —         | —         | —         | 34     | 9      | 8      | 17     | 34     | 44     | Віктор Прокопенко    | Володимир Плоскіна (1)                 | Юрій Секінаєв        | 5         | [A 69][A 70][A 71] | [97][98][99]       |  |
| 1987                                                                               | Перша ліга         | 1/22           | 42             | 25             | 12             | 5              | 62             | 1/64        | 1          | 0          | 0          | 1          | —         | —         | —         | —         | —         | 43     | 25     | 12     | 6      | 69     | 33     | Анатолій Полосін     | Володимир Плоскіна (42)                | Володимир Фінк       | 13        | [A 72]             | [100][101]         |  |
| 1988                                                                               | Вища ліга          | 13/16          | 30             | 9              | 6              | 15             | 24             | 1/16        | 2          | 0          | 1          | 1          | —         | —         | —         | —         | —         | 39     | 12     | 8      | 19     | 38     | 52     | Юрій Заболотний      | Володимир Плоскіна (16)                | Олександр Щербаков   | 6         | [A 73][A 74]       | [102][103][99]     |  |
| 1989                                                                               | Вища ліга          | 6/16           | 30             | 11             | 9              | 10             | 31             | 1/8         | 4          | 2          | 1          | 1          | —         | —         | —         | —         | —         | 41     | 16     | 11     | 14     | 49     | 50     | Віктор Прокопенко    | Геннадій Перепаденко (18)              | Георгій Кондратьєв   | 15        | [A 75]             | [104][105][99]     |  |
| 1990                                                                               | Вища ліга          | 9/13           | 24             | 8              | 3              | 13             | 19             | 1/4         | 5          | 2          | 1          | 2          | КУ 1/16   | 4         | 1         | 1         | 2         | 39     | 15     | 6      | 18     | 42     | 41     | Віктор Прокопенко    | Василь Іщак (24)                       | Іван Гецко           | 11        | [A 76][A 77]       | [106][107][74][99] |  |
| 1991                                                                               | Вища ліга          | 4/16           | 30             | 10             | 16             | 4              | 36             | 1/4         | 4          | 4          | 0          | 0          | —         | —         | —         | —         | —         | 34     | 14     | 16     | 4      | 53     | 32     | Віктор Прокопенко    | Віктор Гришко (22)                     | Юрій Сак             | 8         | [A 78][A 79]       | [108][109]         |  |

### Україна
| Через проголошення Україною незалежності у ході розпаду СРСР всесоюзні футбольні змагання більше не проводилися, а в Україні було засновано свої власні футбольні змагання |                   |                   |                   |                   |                   |                   |                   |                           |               |               |               |               |           |           |           |           |           |        |        |        |        |        |        |                                                                        |                           |                       |           |                            |
| Сезон | Чемпіонат України | Чемпіонат України | Чемпіонат України | Чемпіонат України | Чемпіонат України | Чемпіонат України | Чемпіонат України | Кубок України             | Кубок України | Кубок України | Кубок України | Кубок України | Єврокубки | Єврокубки | Єврокубки | Єврокубки | Єврокубки | Всього | Всього | Всього | Всього | Всього | Всього | Тренер                                                                 | Капітан                   | Бомбардир             | Бомбардир | Виноски                    |
| Сезон | Ліга              | Місце             | М                 | В                 | Н                 | П                 | О                 | Етап                      | М             | В             | Н             | П             | Назва     | М         | В         | Н         | П         | М      | В      | Н      | П      | МЗ     | МП     | Тренер                                                                 | Капітан                   | Ім'я                  | Голи      | Виноски                    |
| 1992 | Вища ліга         | 5/20              | 18                | 9                 | 7                 | 2                 | 25                | Володар                   | 7             | 4             | 2             | 1             | —         | —         | —         | —         | —         | 25     | 13     | 9      | 3      | 45     | 19     | Віктор Прокопенко                                                      | Юрій Щелепницький (11)    | Іван Гецко            | 16        | [ A 9 ] [ A 80 ] [ A 81 ]  |
| 1992/93 | Вища ліга         | 3/16              | 30                | 17                | 4                 | 9                 | 38                | 1/16                      | 2             | 1             | 0             | 1             | КК 1/16   | 4         | 3         | 0         | 1         | 36     | 21     | 4      | 11     | 47     | 19     | Віктор Прокопенко                                                      | Юрій Сак (19)             | Сергій Гусєв          | 22        | [ A 9 ]                    |
| 1993/94 | Вища ліга         | 3/18              | 34                | 20                | 8                 | 6                 | 48                | Володар                   | 9             | 7             | 2             | 0             | —         | —         | —         | —         | —         | 43     | 27     | 10     | 6      | 66     | 24     | Віктор Прокопенко                                                      | Андрій Телесненко (6)     | Тимерлан Гусейнов     | 21        | [ A 9 ] [ A 82 ]           |
| 1994/95 | Вища ліга         | 2/18              | 34                | 22                | 7                 | 5                 | 73                | Півфінал                  | 8             | 4             | 1             | 3             | КК 1/16   | 2         | 1         | 0         | 1         | 44     | 27     | 8      | 9      | 77     | 40     | Леонід Буряк                                                           | Андрій Телесненко (7)     | Тимерлан Гусейнов     | 15        | [ A 83 ] [ A 84 ]          |
| 1995/96 | Вища ліга         | 2/18              | 34                | 22                | 7                 | 5                 | 73                | 1/16                      | 1             | 0             | 0             | 1             | КУ 1/16   | 6         | 4         | 1         | 1         | 41     | 26     | 8      | 7      | 70     | 38     | Леонід Буряк                                                           | Юрій Сак (9)              | Тимерлан Гусейнов     | 21        | [ A 85 ]                   |
| 1996/97 | Вища ліга         | 7/16              | 30                | 12                | 6                 | 12                | 42                | 1/4                       | 4             | 2             | 0             | 2             | КУ 1/32   | 4         | 1         | 2         | 1         | 38     | 15     | 8      | 15     | 51     | 39     | Леонід Буряк                                                           | Дмитро Парфьонов (18)     | Тимерлан Гусейнов     | 9         | [ A 86 ]                   |
| 1997/98 | Вища ліга         | 15/16             | 30                | 8                 | 8                 | 14                | 32                | 1/4                       | 6             | 2             | 1             | 3             | —         | —         | —         | —         | —         | 36     | 10     | 9      | 17     | 43     | 51     | Володимир Козеренко                                                    | Олександр Зотов (30)      | Геннадій Щєкотілін    | 13        | [ A 87 ] [ A 88 ]          |
| 1998/99 | Перша ліга        | 2/20              | 38                | 25                | 4                 | 9                 | 79                | 1/64                      | 2             | 0             | 1             | 1             | —         | —         | —         | —         | —         | 40     | 25     | 5      | 10     | 77     | 38     | Олександр Голоколосов                                                  | Тимерлан Гусейнов (13)    | Олександр Голоколосов | 15        | [ A 89 ] [ A 90 ]          |
| 1999/00 | Вища ліга         | 15/16             | 30                | 6                 | 8                 | 16                | 26                | 1/16                      | 1             | 0             | 0             | 1             | —         | —         | —         | —         | —         | 31     | 6      | 8      | 17     | 20     | 51     | Анатолій Азаренков                                                     | Тимерлан Гусейнов (9)     | Олег Мочуляк          | 5         | [ A 91 ] [ A 92 ] [ A 93 ] |
| 2000/01 | Перша ліга        | 6/18              | 34                | 17                | 6                 | 11                | 57                | 1/8                       | 2             | 1             | 0             | 1             | —         | —         | —         | —         | —         | 36     | 18     | 6      | 12     | 47     | 31     | Анатолій Азаренков                                                     | Віталій Колесніченко (2)  | Сергій Драницький     | 11        | [ A 94 ]                   |
| 2001/02 | Перша ліга        | 2/18              | 34                | 21                | 4                 | 9                 | 67                | 1/16                      | 4             | 1             | 0             | 3             | —         | —         | —         | —         | —         | 38     | 22     | 4      | 12     | 52     | 28     | Олександр Скрипник                                                     | Віталій Колесніченко (18) | Костянтин Балабанов   | 10        | [ A 95 ] [ A 96 ]          |
| 2002/03 | Вища ліга         | 8/16              | 30                | 10                | 4                 | 16                | 34                | 1/16                      | 2             | 1             | 0             | 1             | —         | —         | —         | —         | —         | 32     | 11     | 4      | 17     | 43     | 52     | Семен Альтман                                                          | Валерій Катинсус (11)     | Костянтин Балабанов   | 10        | [ A 97 ] [ A 98 ]          |
| 2003/04 | Вища ліга         | 5/16              | 30                | 11                | 12                | 7                 | 45                | Півфінал                  | 7             | 4             | 1             | 2             | —         | —         | —         | —         | —         | 37     | 15     | 13     | 9      | 47     | 37     | Семен Альтман                                                          | Валерій Катинсус (19)     | Олександр Косирін     | 19        | [ A 99 ]                   |
| 2004/05 | Вища ліга         | 6/16              | 30                | 12                | 6                 | 12                | 42                | 1/16                      | 2             | 1             | 0             | 1             | —         | —         | —         | —         | —         | 32     | 13     | 6      | 13     | 38     | 32     | Семен Альтман                                                          | Віктор Доценко (18)       | Олександр Косирін     | 18        |                            |
| 2005/06 | Вища ліга         | 3/16              | 30                | 13                | 6                 | 11                | 45                | 1/16                      | 2             | 1             | 0             | 1             | —         | —         | —         | —         | —         | 32     | 14     | 6      | 12     | 39     | 33     | Семен Альтман                                                          | Андрій Кирлик (17)        | Олександр Косирін     | 7         | [ A 100 ]                  |
| 2006/07 | Вища ліга         | 6/16              | 30                | 11                | 8                 | 11                | 41                | 1/16                      | 1             | 0             | 0             | 1             | КУ 1Р     | 4         | 0         | 2         | 2         | 35     | 11     | 10     | 14     | 40     | 42     | Семен Альтман                                                          | Андрій Кирлик (30)        | Сергій Даниловський   | 8         |                            |
| 2007/08 | Вища ліга         | 7/16              | 30                | 11                | 5                 | 14                | 38                | Півфінал                  | 6             | 3             | 0             | 3             | КІ 3Р     | 4         | 2         | 1         | 1         | 40     | 16     | 6      | 18     | 46     | 48     | Віталій Шевченко                                                       | Віталій Руденко (24)      | Володимир Коритько    | 14        | [ A 101 ]                  |
| 2008/09 | Прем'єр-ліга      | 10/16             | 30                | 12                | 2                 | 16                | 32                | 1/16                      | 1             | 0             | 0             | 1             | —         | —         | —         | —         | —         | 31     | 12     | 2      | 17     | 34     | 43     | Віктор Гришко                                                          | Геннадій Ніжегородов (10) | Олександр Косирін     | 8         | [ A 102 ] [ A 103 ]        |
| 2009/10 | Прем'єр-ліга      | 15/16             | 30                | 5                 | 9                 | 16                | 24                | 1/16                      | 1             | 0             | 0             | 1             | —         | —         | —         | —         | —         | 31     | 5      | 9      | 17     | 21     | 45     | Андрій Баль                                                            | Владислав Ващук (12)      | Віталій Балашов       | 4         | [ A 104 ]                  |
| 2010/11 | Перша ліга        | 2/18              | 34                | 18                | 11                | 5                 | 65                | 1/16                      | 2             | 1             | 0             | 1             | —         | —         | —         | —         | —         | 36     | 19     | 11     | 6      | 55     | 28     | Роман Григорчук                                                        | Олександр Бабич (24)      | Анатолій Діденко      | 10        | [ A 105 ]                  |
| 2011/12 | Прем'єр-ліга      | 9/16              | 30                | 10                | 7                 | 13                | 37                | 1/4                       | 3             | 2             | 0             | 1             | —         | —         | —         | —         | —         | 33     | 12     | 7      | 14     | 38     | 44     | Роман Григорчук                                                        | Сергій Політило (19)      | Лео Матос             | 8         |                            |
| 2012/13 | Прем'єр-ліга      | 6/16              | 30                | 12                | 7                 | 11                | 43                | Фінал                     | 5             | 4             | 0             | 1             | —         | —         | —         | —         | —         | 35     | 16     | 7      | 12     | 40     | 42     | Роман Григорчук                                                        | Дмитро Безотосний (34)    | Лучіан Бурдужан       | 7         |                            |
| 2013/14 | Прем'єр-ліга      | 5/16              | 28                | 12                | 10                | 6                 | 46                | Півфінал                  | 4             | 3             | 0             | 1             | ЛЄ 1/16   | 14        | 6         | 4         | 4         | 47     | 22     | 14     | 12     | 56     | 46     | Роман Григорчук                                                        | Дмитро Безотосний (43)    | Олексій Антонов       | 14        | [ A 106 ]                  |
| 2014/15 | Прем'єр-ліга      | 11/14             | 25                | 3                 | 11                | 11                | 20                | 1/4                       | 5             | 2             | 0             | 3             | ЛЄ 3КР    | 2         | 0         | 1         | 1         | 32     | 5      | 12     | 15     | 22     | 41     | Роман Григорчук Олександр Бабич (в.о.)                                 | Анатолій Діденко (12)     | Олексій Гай           | 5         | [ A 107 ]                  |
| 2015/16 | Прем'єр-ліга      | 11/14             | 26                | 4                 | 10                | 12                | 22                | 1/8                       | 3             | 1             | 1             | 1             | —         | —         | —         | —         | —         | 29     | 5      | 11     | 13     | 24     | 40     | Олександр Бабич (в.о.)                                                 | Артем Філімонов (20)      | Владислав Калітвінцев | 5         | [ A 108 ] [ A 109 ]        |
| 2016/17 | Прем'єр-ліга      | 6/12              | 32                | 10                | 8                 | 14                | 38                | 1/16                      | 1             | 0             | 0             | 1             | —         | —         | —         | —         | —         | 33     | 10     | 8      | 15     | 25     | 39     | Олександр Бабич                                                        | Артем Філімонов (16)      | Дмитро Коркішко       | 7         | [ A 110 ]                  |
| 2017/18 | Прем'єр-ліга      | 11/12             | 32                | 6                 | 11                | 15                | 29                | 1/8                       | 1             | 0             | 0             | 1             | —         | —         | —         | —         | —         | 35     | 7      | 11     | 17     | 27     | 52     | Костянтин Фролов                                                       | Сергій Люлька (23)        | Олексій Хобленко      | 8         | [ A 111 ]                  |
| 2017/18 | Перехідні матчі   | 2/2               | 2                 | 1                 | 0                 | 1                 |                   | 1/8                       | 1             | 0             | 0             | 1             | —         | —         | —         | —         | —         | 35     | 7      | 11     | 17     | 27     | 52     | Костянтин Фролов                                                       | Сергій Люлька (23)        | Олексій Хобленко      | 8         | [ A 111 ]                  |
| 2018/19 | Прем'єр-ліга      | 11/12             | 32                | 8                 | 7                 | 17                | 31                | 1/8                       | 2             | 1             | 0             | 1             | —         | —         | —         | —         | —         | 36     | 9      | 8      | 19     | 35     | 53     | Ангел Червенков                                                        | Сергій Літовченко (19)    | Аудні Вільг'яульмссон | 7         |                            |
| 2018/19 | Перехідні матчі   | 2/2               | 2                 | 0                 | 1                 | 1                 |                   | 1/8                       | 2             | 1             | 0             | 1             | —         | —         | —         | —         | —         | 36     | 9      | 8      | 19     | 35     | 53     | Ангел Червенков                                                        | Сергій Літовченко (19)    | Аудні Вільг'яульмссон | 7         |                            |
| 2019/20 | Перша ліга        | 10/16             | 30                | 10                | 9                 | 11                | 39                | 1/16                      | 1             | 0             | 0             | 1             | —         | —         | —         | —         | —         | 31     | 10     | 9      | 12     | 40     | 38     | Ангел Червенков Віталій Старовік (в.о.) Остап Маркевич Сергій Ковалець | Володимир Аржанов (9)     | Денис Янаков          | 4         | [ A 112 ]                  |
| 2020/21 | Перша ліга        | 2/16              | 30                | 18                | 7                 | 5                 | 61                | 1/32                      | 2             | 1             | 0             | 1             | —         | —         | —         | —         | —         | 32     | 19     | 7      | 6      | 48     | 26     | Сергій Ковалець Олексій Антонов                                        | Владислав Клименко (13)   | Артур Авагімян        | 8         | [ A 113 ]                  |
| 2021/22 | Прем'єр-ліга      | 13/16             | 18                | 3                 | 5                 | 10                | 14                | 1/8                       | 2             | 1             | 0             | 1             | —         | —         | —         | —         | —         | 20     | 4      | 5      | 11     | 24     | 44     | Юрій Мороз Роман Григорчук                                             | Бека Вачіберадзе (8)      | Артур Авагімян        | 5         | [ A 116 ]                  |
| 2022/23 | Прем'єр-ліга      | 10/16             | 30                | 9                 | 8                 | 13                | 35                | [ A 117 ] [ 112 ] [ 113 ] |               |               |               |               | —         | —         | —         | —         | —         | 30     | 9      | 8      | 13     | 35     | 40     | Роман Григорчук                                                        | Ілля Путря (16)           | Даниїл Алефіренко     | 8         | [ A 118 ]                  |
| 2023/24 | Прем'єр-ліга      | 12/16             | 30                | 10                | 2                 | 18                | 32                | Півфінал                  | 4             | 3             | 0             | 1             | —         | —         | —         | —         | —         | 34     | 13     | 2      | 19     | 47     | 54     | Роман Григорчук                                                        |                           |                       |           |                            |
| 2024/25 | Прем'єр-ліга      | 16/16             | 30                | 6                 | 5                 | 19                | 23                | 1/16                      | 1             | 0             | 0             | 1             | —         | —         | —         | —         | —         | 31     | 6      | 5      | 20     | 20     | 48     |                                                                        |                           |                       |           |                            |

## Статистика
Станом на кінець сезону 2012–2013 років одеський «Чорноморець» відіграв 2482 матчі. З них у чемпіонатах СРСР — 1532 матчі, у чемпіонату України — 680 матчів, у кубках СРСР та України — 213 матчі та 34 матчі у єврокубкових змаганнях, а також 23 матчі у кубку Федерації футболу СРСР. Всього «Чорноморець» провів 75 сезонів, з них 53 у чемпіонаті СРСР, а 23 у чемпіонаті України. Окрім того, клуб узяв участь у 71-му розіграшу національних кубків (48 у кубку СРСР та 23 у кубку України). А також у десятьох сезонах «Чорноморець» грав у єврокубках — сім разів у кубку УЄФА та Лізі Європи, двічі — у кубку Кубків УЄФА та один раз у кубку Інтертото і чотири сезони у кубку Федерації футболу СРСР.
Вісім разів футболісти команди «моряків» ставали найкращими бомбардирами своєї ліги. Зокрема, двічі цей титул здобували футболісти Леонід Орехов (8 м'ячів у весняному сезоні 1936 року та 9 м'ячів у сезоні 1937 року) Тимерлан Гусейнов (по 21 м'ячів у сезонах 1993—1994 та 1995—1996 років), а також по разу цей титул завойовували Іван Борисевич (15 м'ячів у сезоні 1940 року), Анатолій Шепель (38 м'ячів у сезоні 1973 року), Сергій Гусєв (22 м'ячі у сезоні 1992—1993 років), Олександр Косирін (18 м'ячів у сезоні 2004—2005 років).

## Виноски
1. ↑  У разі, якщо командою за один сезон керувало декілька тренерів, то позначається тільки той тренер, з яким команда завершила сезон, а інші позначаються у виносках.
2. ↑  У разі, якщо під час сезону у різних матчах були різні капітани, то позначається лише той гравець, який привів із капітанською пов'язкою найбільше матчів, а інші позначаються у виносках.
3. ↑  Враховуються голи в усіх офіційних турнірах. Бомбардири, що вказані жирним шрифтом, також були найкращими бомбардирами у вказаному сезоні серед усіх гравців вказаного дивізіону, при цьому вказується кількість голів, забитих у чемпіонаті.
4. 1 2 3  У чемпіонаті: 3 очки за перемогу, 2 — нічию, 1 — поразку
5. 1 2  Тренер команди — Герман Бланк, представник — Арон Коген.
6. ↑  За іншими даними Орехов забив чотири голи та один пенальті, а Петро Калашников п'ять голів, тому останній став найкращим бомбардиром клубу того сезону.
7. ↑  Відомості про капітана команди є тільки щодо одного матчу. У інших десяти іграх невідомо хто носив капітанську пов'язку.
8. ↑  З них 9 у лізі.
9. 1 2 3 4 5 6 7  2 очки за перемогу, 1 — нічию, 0 — поразку
10. ↑  Відомо, що Володимир Токар відіграв два матчі із пов'язкою капітана команди, ще один матч капітаном був Михайло Хейсон У інших двадцяти семи іграх невідомо хто носив капітанську пов'язку.
11. ↑  Ілля Лапідус змінив Герман Бланк на посаді старшого тренера клубу у серпні того ж року.
12. ↑  Змагання не було закінчено через початок Другої світової війни.
13. ↑  Клуб виступав у південній підгрупі
14. 1 2  Клуб виступав в українській підгрупі
15. ↑  Акім Фомін змінив Петра Ананьєва на посаді старшого тренера клубу у червні того ж року.
16. ↑  Клуб виступав в українській підгрупі «А»
17. ↑  Микола Хіжников змінив Акіма Фоміна на посаді старшого тренера клубу у серпні того ж року.
18. 1 2  Клуб виступав у другій підгрупі
19. ↑  Микола Афанасьєв забив стільки ж голів, скільки й Альтерович, однак, з них два голи були забиті з пенальті.
20. ↑  Клуб виступав у третій підгрупі
21. 1 2  Клуб виступав у першій зоні
22. ↑  Гаїк Андріасян змінив Герман Бланк на посаді старшого тренера клубу у серпні того ж року.
23. ↑  Петро Ступаков змінив Гаїка Андріасяна на посаді старшого тренера клубу у серпні того ж року.
24. ↑  Клуб виступав у другій зоні
25. ↑  Клуб виступав у третій зоні.
26. ↑  Борис Галинський змінив Петра Ступакова на посаді старшого тренера клубу у жовтні того ж року.
27. ↑  Відомо, що Володимир Щегольков був капітаном команди один кубковий матч. В інших тридцяти трьох матчах капітан команди невідомий.
28. ↑  Клуб виступав у четвертій зоні.
29. ↑  Результат матчу з тернопільським «Цукровиком», що завершився з рахунком 1:0 на користь тернопільчан анульовано через участь у грі чотирьох незаявлених футболістів. «Морякам» зарахували перемогу.
30. 1 2 3  Клуб виступав у першій українській зоні
31. ↑  Микола Голяков та Юрій Заболотний провели по дев'ять матчів кожен із капітанською пов'язкою. Ще серед капітанів команди того сезону можна відзначити Володимира Щеголькова та Анатолія Двоєнкова, що провели по сім та одному матчу із капітанською пов'язкою відповідно. Ще у восьми матчах капітан команди не відомий.
32. ↑  Володимир Дерябін провів два кубкові матчі з капітанською пов'язкою. В інших тридцяти семи матчах капітан команди невідомий.
33. ↑  Юрій Заболотний провів один кубковий матч з капітанською пов'язкою. В інших сорока матчах капітан команди невідомий.
34. ↑  Анатолій Колдаков провів один кубковий матч з капітанською пов'язкою. В інших тридцяти чотирьох матчах капітан команди невідомий.
35. ↑  Клуб виступав у другій групі
36. ↑  Юрій Войнов змінив Володимира Горохова на посаді старшого тренера клубу у липні того ж року.
37. 1 2 3 4 5  Клуб виступав у першій групі
38. ↑  Серед інших капітанів команди треба також відзначити Олександра Медакіна, що провів із капітанською пов'язкою один матч. В інших п'ятнадцятьох матчах капітан команди невідомий.
39. ↑  Серед інших капітанів команди треба також відзначити Юрія Заболотного, що провів із капітанською пов'язкою тринадцять матчів. Ще у чотирьох матчах капітаном команди був Віктор Каневський та по одному матчу капітанську команду носив Василь Москаленко та В'ячеслав Архипенко. В інших трьох матчах сезону капітан команди невідомий.
40. ↑  Василь Москаленко забив стільки ж голів, скільки й Лобановський, однак, з них один з пенальті.
41. ↑  У квітні 1967 року Юрій Войнов покинув посаду тренера у його замінив Валентин Федоров, що пропрацював до жовтня того ж року. Вже за місяць, у листопаді, цю посаду зайняв Микола Морозов.
42. ↑  Юрій Заболотний та Сергій Звенигородський відіграли по одному матчу з капітанською пов'язкою. В інших сорока одному матчах капітан команди невідомий.
43. ↑  Москаленко відіграв два матчі із капітанською пов'язкою. В інших тридцяти семи матчах капітан команди невідомий.
44. ↑  Серед інших капітанів команди треба також відзначити Іштвана Секеча, що провів із капітанською пов'язкою один матчів. В інших тридцяти матчах капітан команди невідомий.
45. ↑  Клуб виступав у вищій групі.
46. ↑  В 1/16 фіналу розіграшу кубку СРСР «Чорноморець» зустрівся з ліпецьким «Металургом». Команди відіграли дві нічиї із загальним рахунком 3:3. За правилом голу, забитого на чужому полі, «Металург» мав пройти далі у турнірі, однак Федерація футболу СРСР надавала привілеї командам, які делегували свої гравців до збірної СРСР. На той час один з моряків, Валерій Поркуян, перебував у Мексиці на чемпіонат світу у складі збірної. Саме через це «Чорноморець» пройшов до 1/8 фіналу розіграшу кубку.
47. ↑  Серед інших капітанів команди треба також відзначити Василя Москаленка, що провів із капітанською пов'язкою один матчів. В інших тридцяти трьох матчах капітан команди невідомий.
48. ↑  У квітні 1971 року Віктор Жилін покинув посаду тренера у його замінив Микола Морозов, що пропрацював до серпня того ж року й посаду посів Анатолій Зубрицький.
49. ↑  Серед інших капітанів команди треба також відзначити Олександра Шимановича та Іштвана Секеча, що провели із капітанською пов'язкою по одному матчу кожен. В інших тридцяти восьми матчах капітан команди невідомий.
50. ↑  Віктор Зубков провів із капітанською пов'язкою один матч. В інших сорока одному матчі капітан команди невідомий.
51. ↑  З низ 38 у лізі.
52. ↑  Ахмед Аласкаров змінив Анатолія Зубрицького на посаді старшого тренера клубу у червні того ж року.
53. ↑  Володимир Нечаєв провів із капітанською пов'язкою чотири матчі. В інших сорока матчах капітан команди невідомий.
54. ↑  Серед інших капітанів команди треба також відзначити Віталія Фейдмана та Володимира Макарова, що провели із капітанською пов'язкою по три та два матчу відповідно. В інших двадцяти двох матчах капітан команди невідомий.
55. ↑  Серед інших капітанів команди треба також відзначити В'ячеслава Лещука, що провів із капітанською пов'язкою шість матчів. В інших дванадцятьох матчах капітан команди невідомий.
56. ↑  Володимир Нечаєв провів один кубковий матч з капітанською пов'язкою. В інших шістнадцатьох матчах капітан команди невідомий.
57. ↑  Анатолій Зубрицький змінив Ахмеда Аласкарова на посаді старшого тренера клубу у червні того ж року.
58. ↑  Серед інших капітанів команди треба також відзначити Віталія Фейдмана, що провів із капітанською пов'язкою два матчі. В інших семи матчах капітан команди невідомий.
59. ↑  В'ячеслав Лещук провів із капітанською пов'язкою двадцять три матчі. В інших одинадцятьох матчах капітан команди невідомий.
60. ↑  Віктор Зубков змінив Анатолія Зубрицького на посаді старшого тренера клубу у серпні того ж року.
61. ↑  Серед інших капітанів команди треба також відзначити Володимира Плоскіну та Володимира Нечаєва, що провели із капітанською пов'язкою кожен по чотири та одному матчу відповідно. В інших дев'ятнадцяти матчах капітан команди невідомий.
62. ↑  Серед інших капітанів команди треба також відзначити Володимира Плоскіну та В'ячеслава Головіна, що провели із капітанською пов'язкою кожен по одному матчу. В інших вісімнадцяти матчах капітан команди невідомий.
63. ↑  Серед інших капітанів команди треба також відзначити Володимира Плоскіну та Володимира Устимчика, що провели із капітанською пов'язкою по восьми та одному матчу відповідно. В інших сімнадцятьох матчах капітан команди невідомий.
64. ↑  Володимир Плоскіна провів із капітанською пов'язкою один матч. В інших тридцяти восьми матчах капітан команди невідомий.
65. ↑  Іван Шарій забив стільки ж голів, скільки й Поконін, однак, він провів тридцять два матчі на відміну від Поконіна, що провів дев'ятнадцять матчів за сезон.
66. ↑  В'ячеслав Лещук провів із капітанською пов'язкою два матчі. В інших тридцяти чотирьох матчах капітан команди невідомий.
67. ↑  Володимир Плоскіна провів п'ять матчів із капітанською пов'язкою. В інших тридцяти чотирьох матчах капітан команди невідомий.
68. ↑  Володимир Плоскіна провів тридцять шість матчів із капітанською пов'язкою. Серед інших гравців треба також відзначити Василя Іщака та Сергія Жаркова, що провели як капітани команди шість та один матч.
69. ↑  Віктор Прокопенко пропрацював на посаді головного тренера до жовтня 1986.
70. ↑  Володимир Плоскіна провів один матч із капітанською пов'язкою. В інших тридцяти трьох матчах капітан команди невідомий.
71. ↑  Володимир Фінк та Віктор Хлус забили стільки ж голів, скільки й Секінаєв, однак, Хлус з п'яти голів забив один пенальті, а Фінк провів на три матчі більше ніж Секінаєв, тому за стандартами статистика найкращим бомбардиром вважається Секінаєв.
72. ↑  Володимир Плоскіна провів сорок два матчі з капітанською пов'язкою. Ще в одному матчі капітан команди невідомий.
73. ↑  Юрій Заболотний змінив Анатолія Полосіна на посаді старшого тренера клубу у червні того ж року.
74. ↑  Серед інших капітанів команди треба також відзначити Леоніда Гайдаржи, що провів із капітанською пов'язкою один матч. В інших двадцяти двох матчах капітан команди невідомий.
75. ↑  Серед інших гравців треба також відзначити Василя Іщака, що провів як капітани команди один матч. В інших двадцяти двох матчах капітан команди невідомий.
76. ↑  Володар кубку Федерації футболу СРСР
77. ↑  Серед інших гравців треба також відзначити Георгія Кондратьєва та Віктора Гришка, що провели як капітани команди по одному матчу кожен. В інших тринадцятьох матчах капітан команди невідомий.
78. ↑  Клуб відмовився далі брати участь у розіграші кубку СРСР на етапі 1/4 фіналу через здобуття Україною незалежності й був знятий зі змагань.
79. ↑  Серед інших гравців треба також відзначити Юрія Шелепницького, що провів як капітани команди два матчі. В інших одинадцяти матчах капітан команди невідомий.
80. ↑  Клуб виступав у групі «А».
81. ↑  Серед інших капітанів команди треба також відзначити Віктора Гришка, що провів із капітанською пов'язкою 10 матчів. Це на один матч менше ніж у Щелепницького, однак, в одному матчі сезону не відомо хто саме був капітаном команди.
82. ↑  Серед інших капітанів команди треба також відзначити Юрія Сака, що провів із капітанською пов'язкою п'ять матчів. Це на один менше ніж у Телесненка. В інших тридцяти двох матчах капітан команди невідомий.
83. ↑  Серед інших капітанів команди треба також відзначити Юрія Сака, Олега Суслова та Георгія Мельнікова, що провели із капітанською пов'язкою по два матчі кожен. В інших тридцяти чотирьох матчах капітан команди невідомий.
84. ↑  Тимерлан Гусейнов посів сьоме місце серед бомбардирів вищої ліги чемпіонату України сезону 1994–1995 років.
85. ↑  Серед інших капітанів команди треба також відзначити Олега Суслова, що провів із капітанською пов'язкою три матчі. В інших двадцяти дев'яти матчах капітан команди невідомий.
86. ↑  Серед інших капітанів команди треба також відзначити Юрія Сака та Тимерлана Гусейнова, що провели із капітанською пов'язкою по дванадцять та сім матчів відповідно. Ще в одному матчі капітан команди невідомий.
87. ↑  У липні 1997 року Володимир Козеренко покинув посаду тренера у його замінив Леонід Буряк, що пропрацював до червня 1998 року, поки до клубу не повернувся Козеренко.
88. ↑  Серед інших капітанів команди треба також відзначити Тимерлана Гусейнова та Віктор Мглинець, що провели із капітанською пов'язкою по три та одному матчу відповідно. Ще у трьох матчах капітан команди невідомий.
89. ↑  Олександр Голоколосов змінив Володимира Козеренка на посаді головного тренера клубу у жовтні 1998 року.
90. ↑  Серед інших капітанів команди треба також відзначити Віктора Гришка та Валерія Погорєлова, що провели із капітанською пов'язкою по шість та п'ять матчів відповідно. Ще у шістнадцяти матчах капітан команди невідомий.
91. ↑  Результат матчу «Чорноморець» — «Дніпро» Дніпропетровськ, що завершився з рахунком 2:2, анульовано через участь у матчі, у складі одеситів, дискваліфікованого Дмитра Каряки. «Морякам» зараховано поразку.
92. ↑  Олександр Голоколосов покинув посаду головного тренера у серпні 1999 року. Виконувачем обов'язків було призначено Валерія Мельника, а вже у вересні місце головного тренера зайняв Анатолій Азаренков
93. ↑  Серед інших капітанів команди треба також відзначити Віктора Гришка, Юрія Сака та Олександра Спіцина, що провели із капітанською пов'язкою по п'ять, чотири та один матч відповідно. Ще у дванадцяти матчах капітан команди невідомий.
94. ↑  Віталій Колесніченко провів із капітанською пов'язкою два матчі. Ще у тридцяти чотирьох матчах капітан команди невідомий.
95. ↑  Олександр Скрипник змінив Анатолія Азаренкова на посаді головного тренера клубу у серпні 2001 року.
96. ↑  Серед інших капітанів команди треба також відзначити Віталія Руденка та Андрія Єрохіна, що провели із капітанською пов'язкою по одному матчу кожен. Ще у вісімнадцяти матчах капітан команди невідомий.
97. ↑  Олександр Скрипник покинув посаду головного тренера у жовтні 2002 року. Його місце посів Леонід Гайдаржи, що пропрацював до лютого наступного, 2003 року. А згодом посаду головного тренера клубу зайняв Семен Альтман.
98. ↑  Валерій Катинсус провів двадцять шість матчів, з яких одинадцять із капітанською пов'язкою, на відміну від Віталія Колесніченка, що провів усього шістнадцять матчів за сезон. Серед інших капітанів команди треба також відзначити Руслана Гілазєва, Костянтина Кулика та Андрія Лозовського, що провели із капітанською пов'язкою по вісім, одиному та одиному матчу кожен.
99. ↑  Олександр Косирін став найкращим бомбардиром розіграшу кубку України 2003–2004 років.
100. ↑  Андрій Кирлик забив стількиж голів, скільки й Косирін, однак з них 4 з пенальті.
101. ↑  Віталій Шевченко змінив Віктора Догадайла на посаді головного тренера клубу у червні 2007 року.
102. ↑  З команди «Чорноморець» Одеса знято 6 очок згідно рішення Дисциплінарного комітету ФІФА від 6 листопада 2008 року
103. ↑  Віктор Гришко змінив Віталія Шевченка на посаді головного тренера клубу відбулася у листопаді 2008 року.
104. ↑  Віктор Гришко покинув посаду головного тренера 11 серпня 2009 року. До 1 вересня виконувачем обов'язків був Ігор Наконечний, якого змінив Андрій Баль на цій посаді, що пропрацював до травня наступного, 2010, року.
105. ↑  Роман Григорчук змінив Ігоря Наконечного на посаді головного тренера клубу відбулася 16 листопада 2010 року.
106. ↑  У матчі 1/8 фіналу кубку України дніпропетровському «Дніпру» було зараховано технічну поразку (-:+) через неявку на матч без поважних причин.
107. ↑  «Чорноморець» і «Металіст» не зіграли скасований матч 26-го туру чемпіонату України, оскільки УПЛ вирішила його не враховувати в підсумковій турнірній таблиці чемпіонату України сезону 2014/15
108. ↑  Гра 21-го туру чемпіонату України «Чорноморець» - «Говерла» завершилася з рахунком 1:0 на користь одеситів. Однак у поєдинку взяв участь дискваліфікований футболіст «Говерли», а серед офіційних осіб був відсторонений один з тренерів ужгородців. У зв'язку з цим «Чорноморцю» була зарахована технічна перемога з рахунком 3:0. // Чергові рішення КДК ФФУ [Архівовано 6 березня 2017 у Wayback Machine.]
109. ↑  «Чорноморець» і «Металург» (Запоріжжя) не зіграли матч 24-го туру чемпіонату України, оскільки УПЛ виключила «Металург» зі змагань після 18-го туру, в усіх матчах, починаючи з 17-го туру, команді зараховані технічні поразки −:+. // Офіційно: «Металург» Запоріжжя виключили з усіх змагань [Архівовано 11 червня 2016 у Wayback Machine.]
110. ↑  «Чорноморець»: Бабича затвердили головним тренером, Люлька - капітан. UA-Футбол. 25 лютого 2017. Архів оригіналу за 31 серпня 2017. Процитовано 25 лютого 2017.
111. ↑  Команда розпочала сезон з Олександром Бабичем на посаді головного тренера. Протягом сезону командою також керували Олександр Грановський (в.о.), Олексій Чистяков (в.о.), Олег Дулуб.
112. ↑  Червенков залишив одеський “Чорноморець”, Старовик тимчасово очолив клуб. ukrinform.ua. 16 вересня 2019. Архів оригіналу за 21 вересня 2019. Процитовано 21 вересня 2019.
113. ↑  Команда розпочала сезон з Сергієм Ковальцем на посаді головного тренера. 17 лютого 2021 року Сергій Ковалець покинув одеський клуб за обопільною згодою. Обов'язки головного тренера виконував Олексій Антонов. 1 березня 2021 року Олексій Антонов був призначений новим головним тренером команди.
114. ↑  Турнір не дограний.
115. ↑  Турнір було завершено достроково, фінал не відбувся.
116. ↑  Команда розпочала сезон з Юрієм Морозом на посаді головного тренера. З 1 січня 2022 року новим головним тренером став Роман Григорчук.
117. ↑  Турнір не проводився.
118. ↑  Офіційно. «Зоря» отримала техпоразку у матчі з «Минаєм» за несанкціоновану заміну Мишньова. UA-Футбол. 22 червня 2023. Процитовано 23 червня 2023.